# Hyaloseta nolinae
Hyaloseta nolinae är en svampart som beskrevs av A.W. Ramaley 2001. Hyaloseta nolinae ingår i släktet Hyaloseta och familjen Niessliaceae.   Inga underarter finns listade i Catalogue of Life.